# شاوانو (ویسکانسین)
شاوانو، ویسکانسین  (به انگلیسی: Shawano) شهری در شهرستان شاوانو ایالت ویسکانسین است که در سال ۱۸۷۴ بنیان‌گذاری شده‌است. این شهر طبق سرشماری سال ۲۰۱۰ میلادی ۹٬۳۰۵ نفر جمعیت داشته‌است.

## نگارخانه

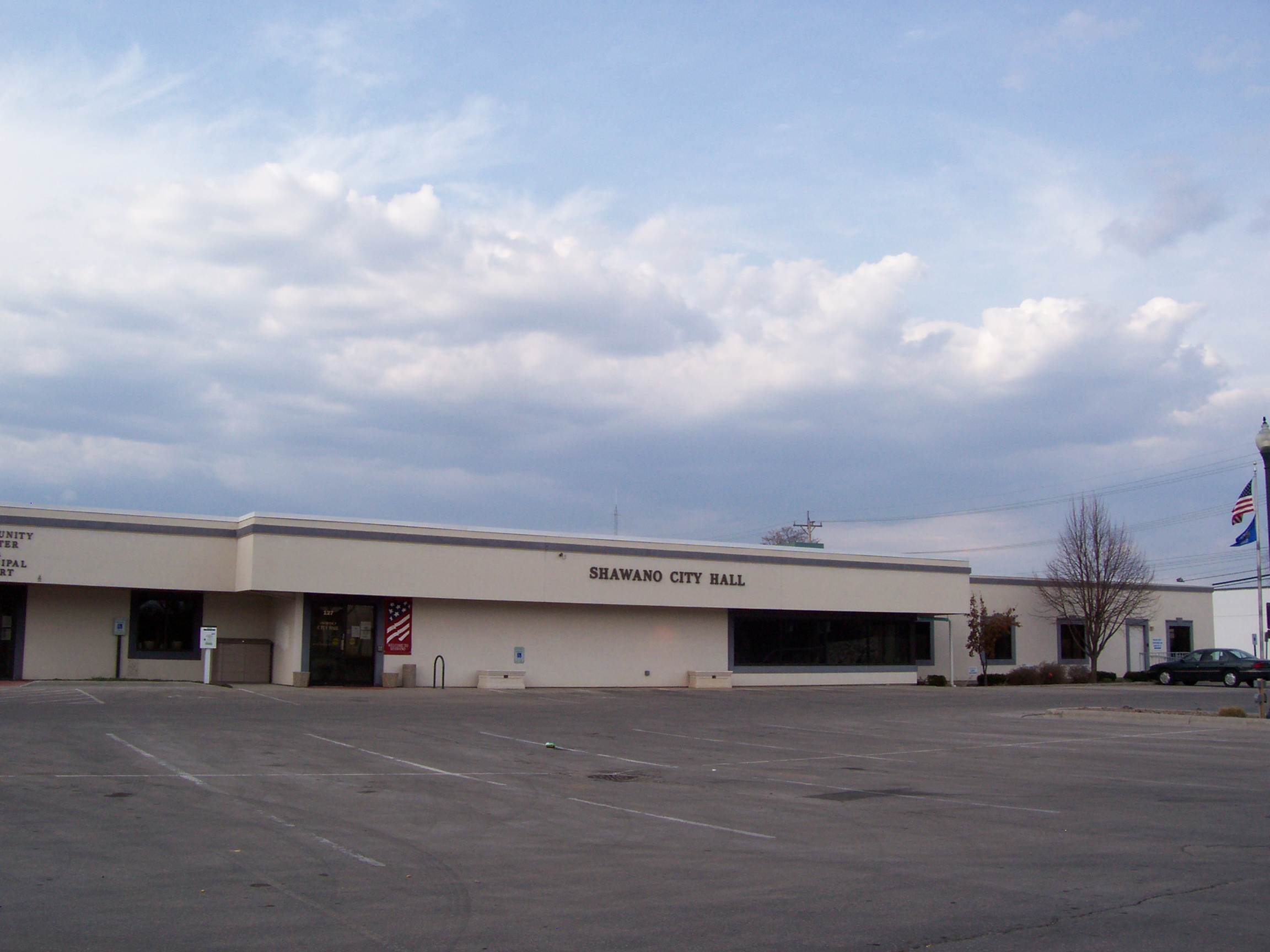
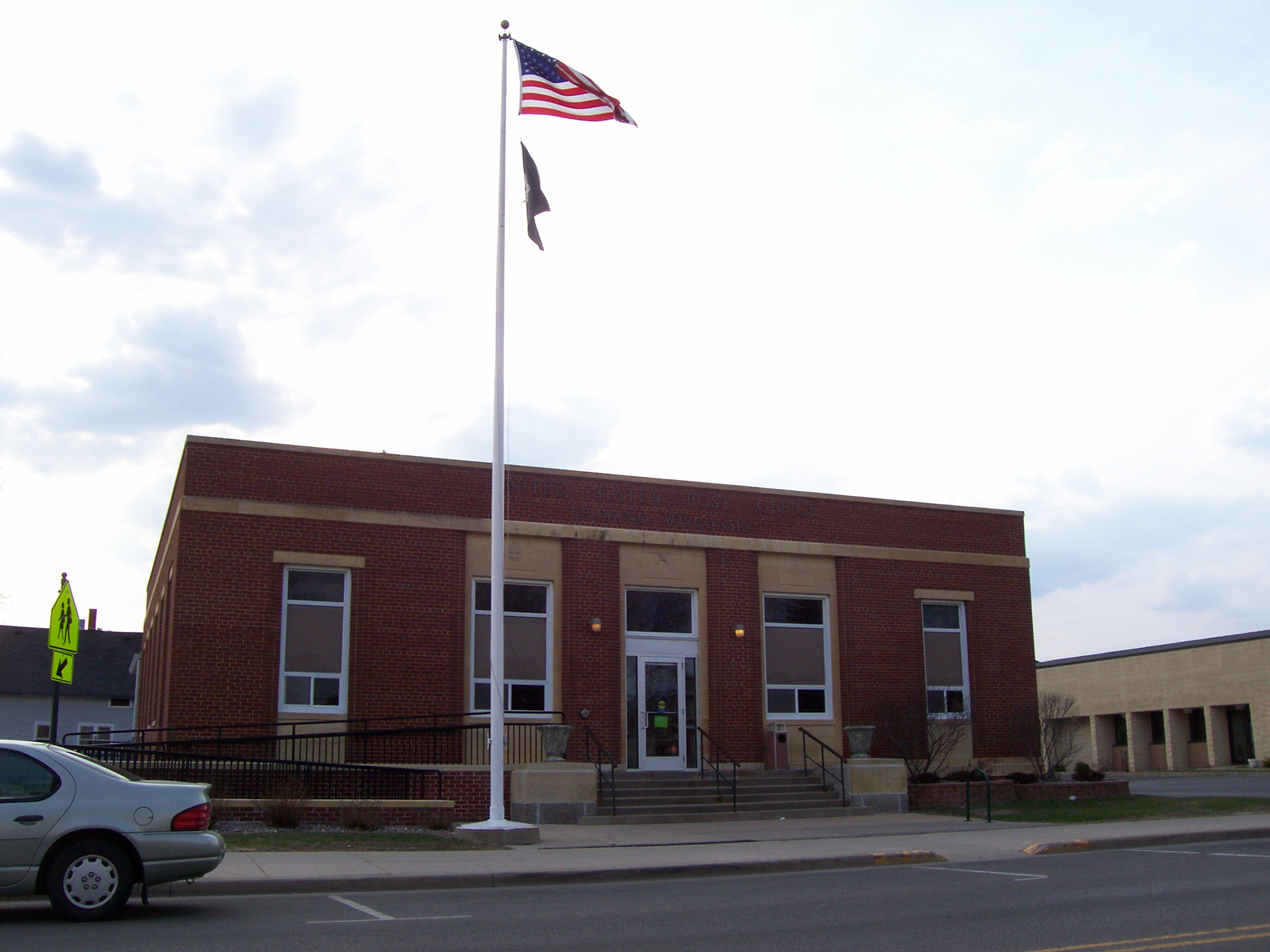
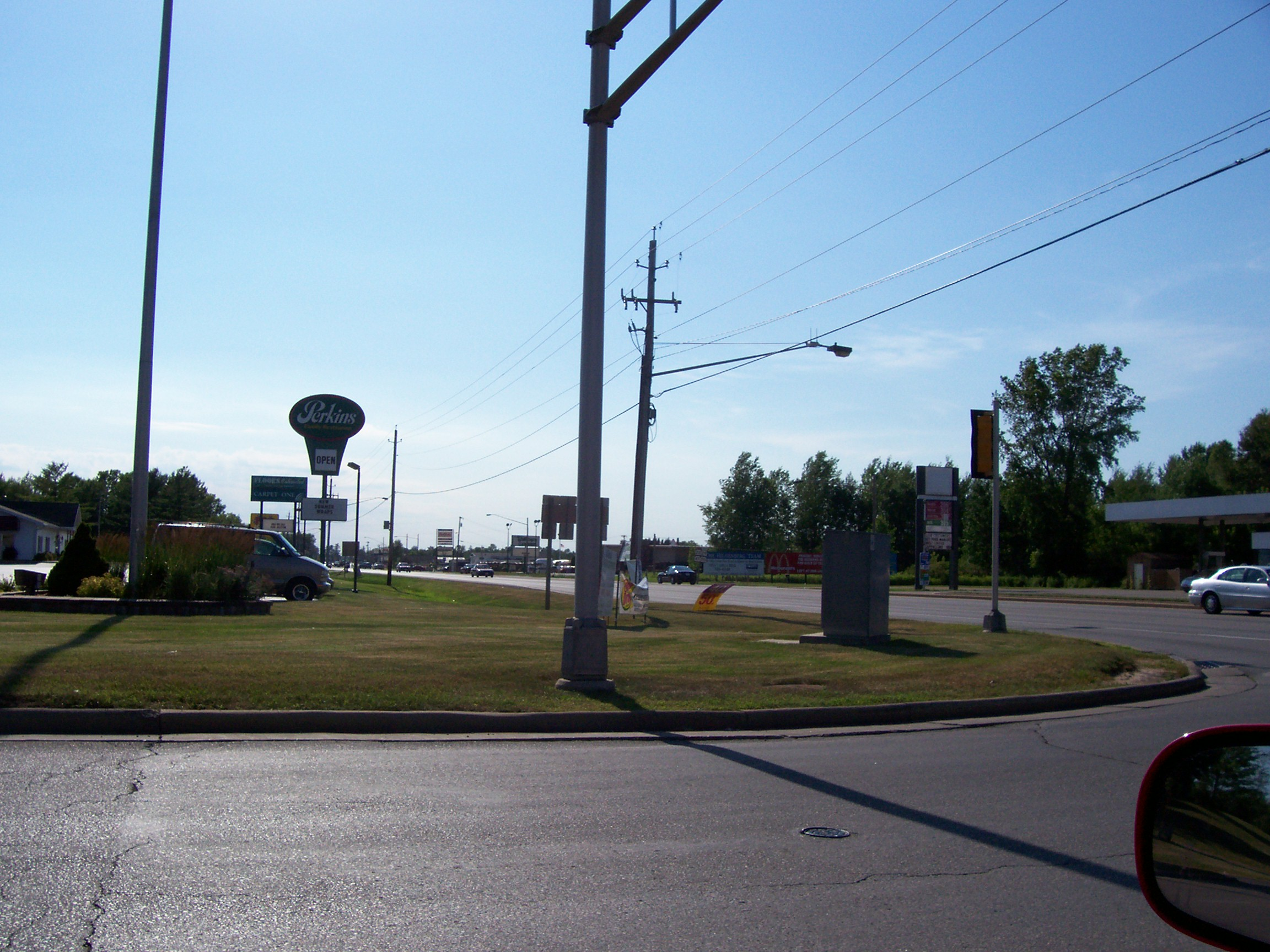
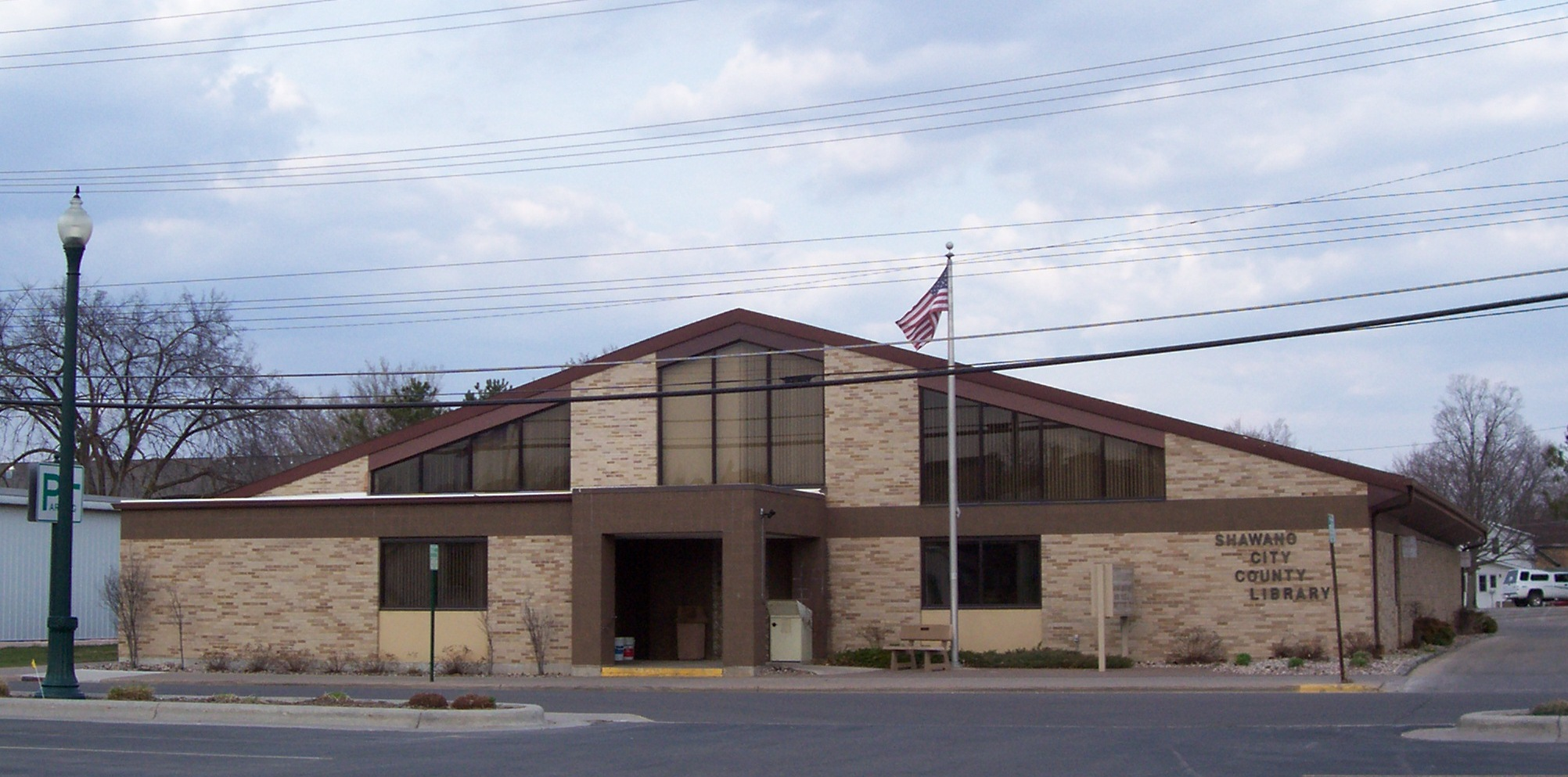